# Kurayoshi
Kurayoshi (Japans: 倉吉市, Kurayoshi-shi) is een stad in de prefectuur  Tottori, Japan. Begin 2014 telde de stad 49.484 inwoners.

## Geschiedenis
Op 1 oktober 1953 werd Kurayoshi benoemd tot stad (shi). In 2005 werd de gemeente Sekigane (関金町) toegevoegd aan de stad.

## Partnersteden
- Matsudo, Japan sinds 2004
- Naju, Zuid-Korea

Steden:
Kurayoshi · Sakaiminato · Tottori (hoofdstad) · Yonago

Districten:
Hino · Iwami · Saihaku · Tohaku · Yazu
Gemeenten per district